# Province de Massa-Carrara
La province de Massa-Carrara, Masse et Carrare en français, est une province italienne de Toscane, dont le chef-lieu est la ville Massa.

## Histoire
La province actuelle englobe l'ancien duché de Masse et l'ancienne principauté de Carrare, qui appartenaient à la dynastie des Malaspina. Après la mort de la duchesse Marie-Béatrice d'Este, survenue en 1829, les deux États furent réunis au duché de Modène, qui fut lui-même rattaché au Piémont en 1859.

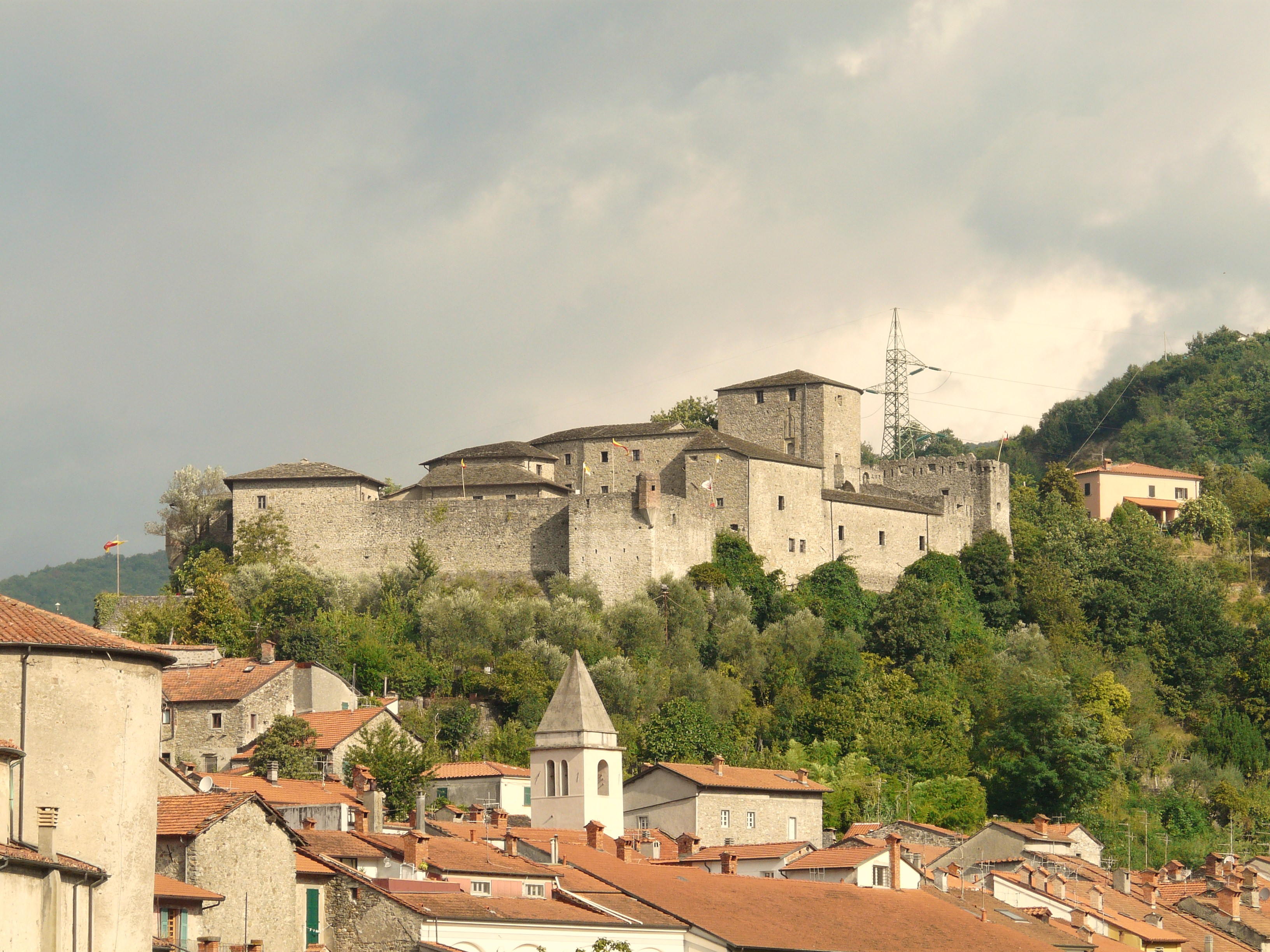
Château de Piagnaro à Pontremoli.

La Province de Masse et Carrare naquit en 1859 du détachement de la Lunigiane et de la Garfagnana du duché de Modène. En 1923, les communes de Calice al Cornoviglio et Rocchetta di Vara furent détachés de la province et entrèrent dans la nouvelle province de La Spezia. Dans la même période, toutes les communes du Circondario, de Castelnuovo, de Garfagnana furent cédées à la province de Lucques pour compenser la cession des communes du Val de Nievole à la nouvelle province de Pistoia, instituée en 1923. La province de Masse et Carrare resta ainsi mutilée en attente de sa réorganisation (qui ne se produisit jamais à la suite du conflit 1940-1945).
En 1938, les communes de Masse, Carrare et Montignoso, furent regroupées dans la commune unique d'Apuania. La même année fut instituée la zone industrielle d'Apuana (incluant dans le Consortium C.Z.I.A les communes voisines de Versilia) et la province prit le nom de Province d'Apuania. En 1946, par décret d'Humbert II d'Italie (alors Lieutenant général du Royaume), la nouvelle commune d'Apuania fut éclatée et la province (par erreur et/ou ignorance historique) ne reprit pas la dénomination datant de l'unité italienne c'est-à-dire Massa et Carrare mais Massa-Carrare (appellation par laquelle était désignée la ville de Masse ou Masse de Carrare de 1700 jusqu'à l'unité italienne. Cette dénomination qui, pour la distinguer des autres villes homonymes, continua jusqu'à l'institution de la commune unifiée d'Apuania) et par le même décret du lieutenant général le chef-lieu fut installé à Massa. En 2009, le ministre Roberto Calderoli a annulé tant ce décret de 1946 que le décret royal de 1938 en rétablissant l'ancienne dénomination de Province de Masse et Carrare.

## Nature
La province présente un relief principalement montagneux et de collines. Un élément caractéristique de la province est les Alpes apuanes (dont est extrait le célèbre marbre de Carrare), montagnes qui atteignent 1 946,9 m au mont Pisanino. Une courte bande côtière, longue de 14 km, accueille les trois communes côtières Riviera Apuana de Montignoso, Massa, et de Carrare. La province comprend la Lunigiane (Lunisiane, 14 communes), la vallée du fleuve Magra et le territoire compris entre les monts Apennins au nord, et les monts Panie (Alpes apuanes) au sud.

### Aire protégée
- Parc national de l'Apennin tosco-émilien
- Parc naturel régional des Alpes Apuanes
- Espace naturel protégé d'intérêt local du lac Porta

### Orographie
|                      | Altitude (m) |
| -------------------- | ------------ |
| Mont Tambura         | 1 889        |
| Mont Marmagna        | 1 851        |
| Mont Orsaro          | 1 830        |
| Mont Pizzo d'Uccello | 1 781        |
| Mont Sagro           | 1 749        |
| Mont Spiaggi         | 1 549        |
| Mont del Giogo       | 1 518        |
| Mont Borgallo        | 1 127        |

|                      | Altitude (m) |
| -------------------- | ------------ |
| Col de la Cisa       | 1 039        |
| Col de Cerreto       | 1 281        |
| Col du Lagastrello   | 1 200        |
| Col du Brattello     | 953          |
| Col du Cirone        | 1 255        |
| Col du Vestito       | 1 009        |
| Col de la Focolaccia | 1 809        |
| Col des Due Santi    | 1 392        |

## Les principales communes de Massa et Carrara
| Ville      | Nombre d'habitants | Territoire (km2) |
| ---------- | ------------------ | ---------------- |
| Massa      | 70 144             | 94               |
| Carrare    | 65 439             | 71               |
| Aulla      | 10 743             | 59               |
| Montignoso | 10 326             | 16               |
| Fivizzano  | 8 815              | 180              |
| Pontremoli | 7 942              | 182              |

## Divers
Claude Ambroise Régnier a été fait duc de Massa et Carrare par Napoléon Ier, titre confirmé par Louis XVIII et transmis à sa descendance.